# Pallacanestro Viola
O Pallacanestro Viola, anteriormente conhecido como Viola Reggio Calabria é uma agremiação profissional de basquetebol situada na comuna de Régio da Calábria, Calábria, Itália que disputa atualmente a Serie B Regional.